# Hana Tenglerová
Hana Tenglerová (5. května 1947 – září 2012) byla česká a československá politička a bezpartijní poslankyně Sněmovny lidu Federálního shromáždění za normalizace.

## Biografie
K roku 1976 se profesně uvádí jako zámečnice. Pracovala v podniku ČKD Kutná Hora.
Ve volbách roku 1976 byla zvolena do Sněmovny lidu (volební obvod č. 22 – Kutná Hora, Středočeský kraj). Mandát obhájila ve volbách roku 1981 (obvod Kutná Hora). Ve Federálním shromáždění setrvala do konce funkčního období, tedy do voleb roku 1986.